# Anna Zatorska-Goldstein
Anna Maria Zatorska-Goldstein – polska matematyk, doktor habilitowany nauk matematycznych, profesor Uniwersytetu Warszawskiego, specjalistka od operatorów subeliptycznych oraz równań różniczkowych cząstkowych.

## Kariera naukowa
W 2003 roku została zatrudniona na Uniwersytecie Warszawskim. W 2004 roku w Instytucie Matematycznym Polskiej Akademii Nauk uzyskała stopień doktora nauk matematycznych w zakresie matematyki na podstawie rozprawy pt. Bardzo słabe rozwiązania nieliniowych równań subeliptycznych, której promotorem był Józef Kołakowski. W 2017 roku Wydział Matematyki, Informatyki i Mechaniki UW nadał jej stopień doktora habilitowanego nauk matematycznych w dyscyplinie matematyki na podstawie pracy pt. Odwrotne nierówności Höldera w nieliniowych zagadnieniach eliptycznych i problemach wariacyjnych.